# Ascoli Piceno (província)
A província de Ascoli Piceno é uma província italiana da região das Marcas com cerca de 214 014 habitantes, densidade de 174 hab./km². Está dividida em 33 comunas, sendo a capital Ascoli Piceno.
Faz fronteira a norte com a província de Fermo, a noroeste com a província de Macerata, a este com o Mar Adriático, a sul com a região do Abruzzo (província de Teramo) e com a região do Lácio (província de Rieti), e a sudoeste com a região de Umbria (província de Perugia).